# Edifici Suay
L'edifici Suay és un edifici residencial construït l'any 1910, obra de l'arquitecte Francesc Mora i Berenguer, al cantó que forma el carrer de Correus amb la plaça de l'Ajuntament de la ciutat de València (País Valencià).
L'illa a la qual pertany aquest solar té l'origen en la remodelació que es va fer al Barri de Pescadors.

## Arquitectura
El solar és de planta quadrangular, amb dues mitgeres i dues façanes, i està el cantó que formen aquestes acantonat. L'edifici consta d'un soterrani que no ocupa tota la superfície del solar, una planta baixa d'ús comercial i quatre plantes d'habitatges.
La distribució de la planta s'organitza al voltant de dos patis; l'un situat en el centre del solar, i no en el seu angle més profund, i l'altre adossat a una de les mitgeres, al centre d'aquesta. La caixa d'escales se situa en l'altra mitgera, també en el seu centre, alliberant-ne el racó per a situar-hi la cuina, que ventila al segon pati. La circulació es realitza perimetralment al pati central, donant accés a totes les peces de manera independent.
El concepte principal de la composició en planta es confia al gran mirador circular que funciona com una autèntica ròtula que articula les dues façanes. Aquest mirador, que abasta tres plantes, és el que defineix l'escala del conjunt. Se supera l'esquema romàntic en desaparèixer-ne l'entresol. El vol de les balconades recula en cada planta: al principal 1 m, al primer 0,60, al segon 0,55 i al tercer 0,50. A l'interior dels habitatges, s'utilitzen columnes, a fi d'emfasitzar els miradors del cantó. La construcció està realitzada a partir de murs portants i pilars d'obra, de fàbrica de rajola revocada amb morter de ciment i pintat amb lletada de pòrtland, imitant paraments de carreus.
La fusteria exterior és de fusta, amb persianes de tipus americà en els buits. Els ampits de les balconades estan realitzats en ferro forjat, a excepció de la balconada central del pis principal, que es va construir d'obra. L'estructuració compositiva i ornamental de l'edifici pot adscriure's a l'historicisme neogòtic, manifestat sobretot en els arcs lobulats, així com en la rematada que el corona.